# Claudio Daniel González
Claudio Daniel González (Posadas, 12 settembre 1976) è un ex calciatore argentino, di ruolo attaccante.